# (337) Devosa
(337) Devosa – planetoida z grupy pasa głównego asteroid okrążająca Słońce w ciągu 3 lat i 249 dni w średniej odległości 2,38 j.a. Została odkryta 22 września 1892 roku w Observatoire de Nice w Nicei przez Auguste Charloisa. Pochodzenie nazwy planetoidy nie jest znane. Przed jej nadaniem planetoida nosiła oznaczenie tymczasowe (337) 1892 E.